# Ammobates opacus
Ammobates opacus är en biart som beskrevs av Popov 1951. Ammobates opacus ingår i släktet Ammobates och familjen långtungebin. Inga underarter finns listade i Catalogue of Life.